# Pierre Svara
Pierre Svara est un conseiller national monégasque, né le 13 octobre 1956 à Monaco. Il est connu pour avoir été président de l'AS Monaco FC de 2003 à 2004.

## Biographie
Pierre Svara est le détenteur depuis 1979 d'un DEA de droit commercial.
Pierre Svara est président de l'AS Monaco FC de 2003 à 2004, succédant au président emblématique monégasque Jean-Louis Campora,. Durant sa présidence, l'AS Monaco arrive en finale de Ligue des Champions.
À partir de 2009 il est membre du conseil d'administration de la Société des bains de mer de Monaco.

## Politique
Pierre Svara est conseiller national à partir de 2010. Se revendiquant indépendant, il soutient tour à tour Stéphane Valeri ou Laurent Nouvion. Il préside la commission des finances et de l'économie nationale de 2008 à 2009.